# 新普韋布洛 (埃斯特利省)

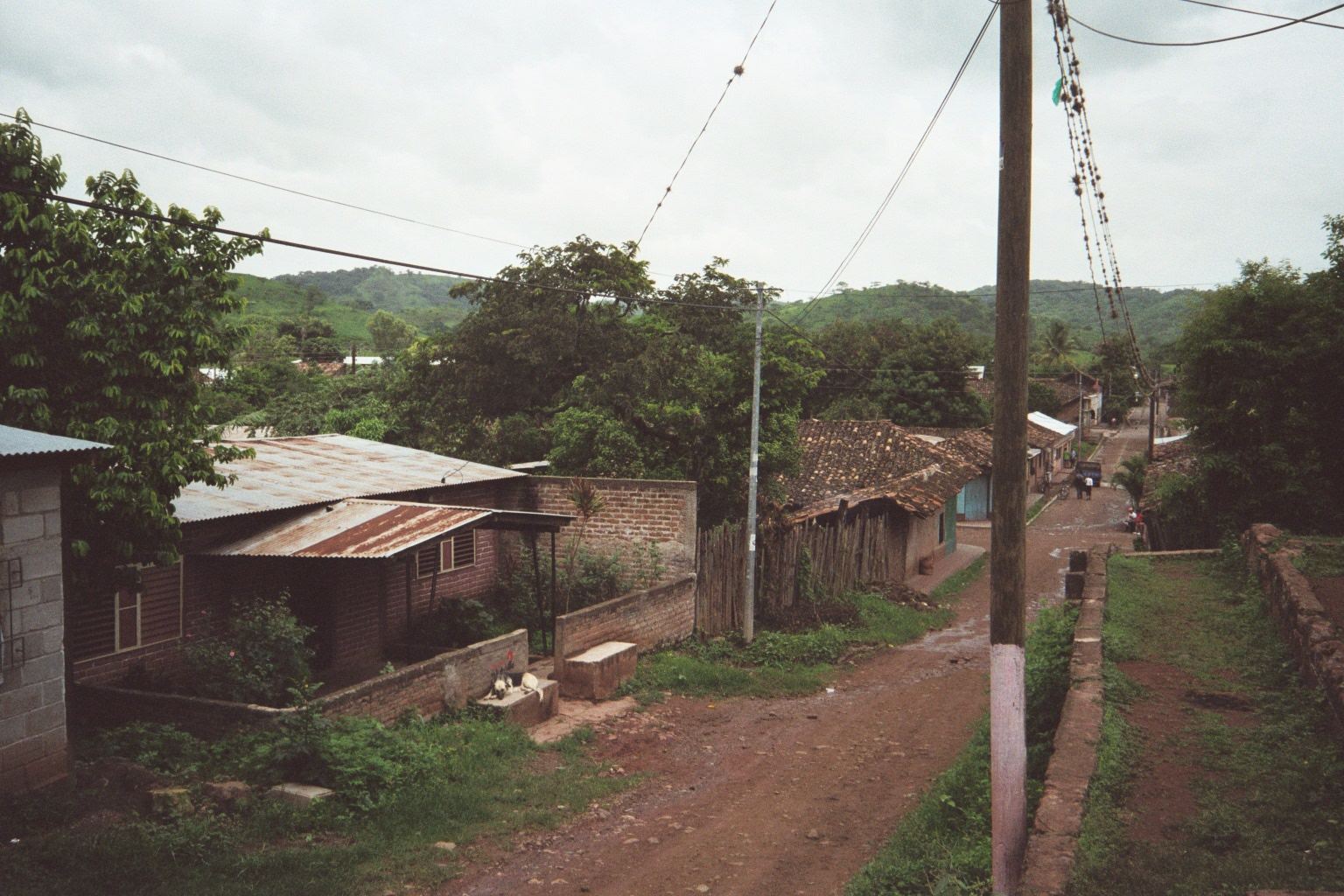
新普韋布洛

新普韋布洛（西班牙語：Pueblo Nuevo），是尼加拉瓜的城鎮，位於該國北部，由埃斯特利省負責管轄，面積203平方公里，海拔高度599米，2005年人口20,620，人口密度每平方公里101.58人。
13°23′N 86°29′W / 13.383°N 86.483°W